# 傘

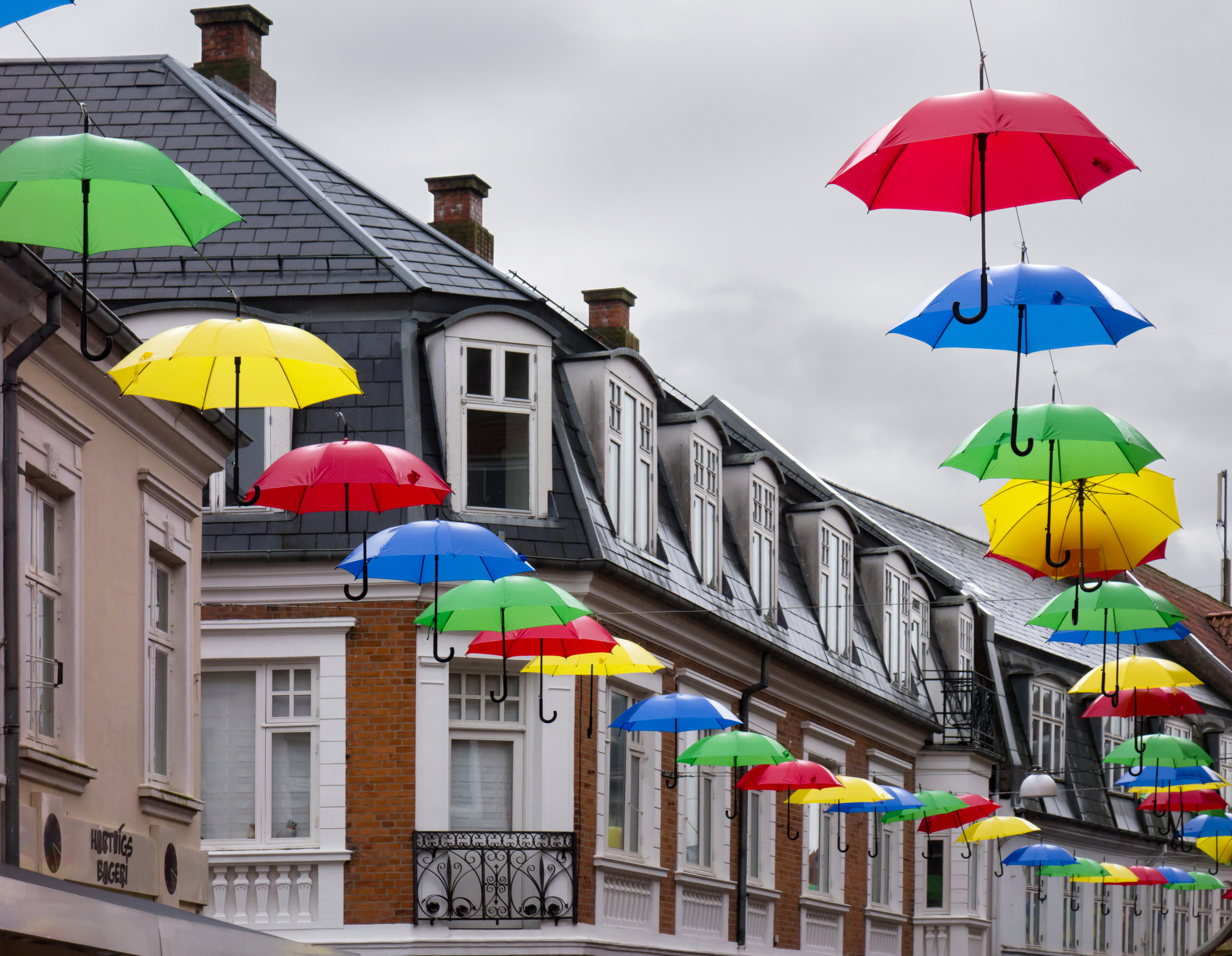
雨傘

傘，粵、客語叫遮，是一種用來遮蔽雨、雪或日光照射的工具。使用時，將傘舉在頭上，竹或金屬製成的骨架會撐開紙或布製成的薄膜，藉此遮擋。用來遮蔽雨的傘稱為雨傘，用來遮蔽陽光的傘又稱作陽傘。傘也可以固定在露台桌等戶外家具，或用在海灘上，達到同樣的效果。

## 歷史

### 早期
最古老的傘源自何處尚不可考，各文明都有出現遮蔽擋雨用的手柄，但是大多不能折疊且笨重，亞洲相傳在戰國時代中國的能匠魯班的夫人發明第一把傘的記載，是第一種可以擋雨收揚摺傘，其基本架構沿用到今。隨著時代發展，在中國唐朝出現了油紙傘，宋朝時稱之為綠油紙傘，明朝之後這種工藝品開始於民間普及。
在十九世紀歐洲出現了鯨骨和防水布制的傘。

### 現代洋傘的演變
1928年，德國人Hans Haupt對拄著拐杖不便攜帶長柄傘发明了最初的伸縮傘，收縮後幾乎能放到口袋裡，所以也被稱為口袋傘。
1930年代，中国机械学家老焱若见到中国的油紙傘在下雨前后携带非常不便，又发出熏人的桐油味，便想出使用丝绸做伞面、钢架可折叠的雨伞，伞柄可经缩短后放入手提包。样品制成后，老焱若未能找到厂家生产，因为当时中国人民收入低，购买不起比直柄油紙傘价格高的折叠伞。后来，这种技术传到中国上海，有少量产品上市，但很快因滞销而停止生产。
1969年，美国俄亥俄州洛弗兰德的Bradford E Phillips获得了“折叠工作伞的专利”。
雨伞，已成为全球较大的消费产品。截至2008年，大多数雨伞在中国制造，并集中于广东省、福建省和浙江省。仅浙江省的上虞市就有上千家制伞工厂。在美国，每年有价值3.48亿美元的3300万把雨伞被卖出。

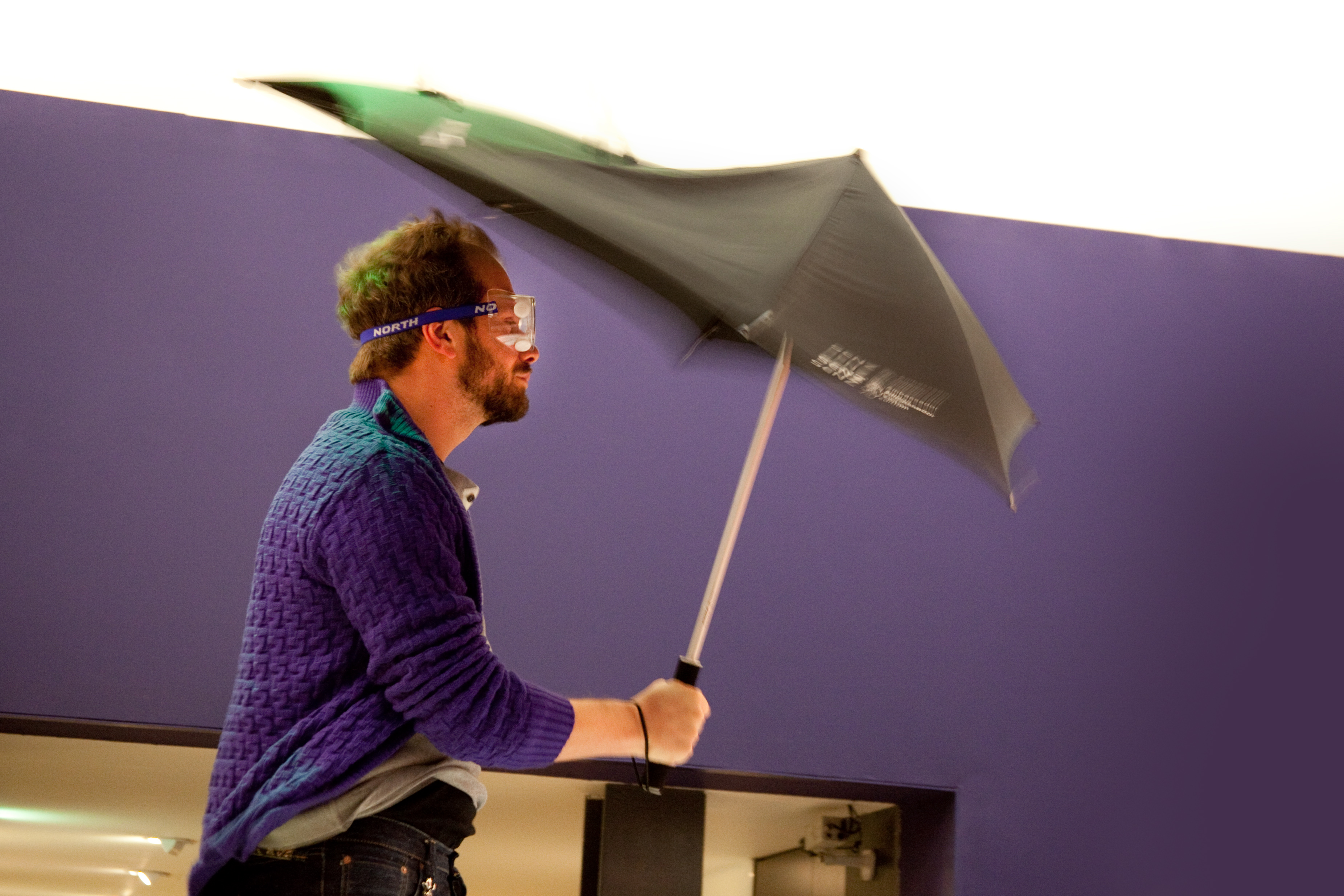
用一个大功率的风扇对风暴伞进行测试

雨伞仍在继续发展。在美国，有不少关于雨伞的专利正在提交，美国专利局有四个专利员专门对它们进行评估。截止2008年，已有三千多雨伞专利得到注册。但尽管如此，美国最大的雨伞生产商Totes已经停止接受这些主动提供的建议。Totes的开发总监在报告中说，雨伞寻常得以致于每个人都认为“很难提出改进雨伞的想法”。
2005年，荷兰代尔夫特理工大学工程设计专业的学生Gerwin Hoogendoorn发明了一种基于空气动力学的流线型风暴伞（做成隐形战机的形状），它可以经受住10级风（风速高达100千米/时），并且不会因伞骨意外外翻而使人受伤。风暴伞曾被提名并获得一些设计奖项，还曾上过《早安美国》节目。该伞已授权给美国的Taioz出售，销售名为Senz°。

## 文化
- 中式婚禮中，新娘在戶外時用來遮在頭上，閩南、台灣習俗用黑傘，廣東、港澳習俗用紅傘，亦有人稱，南台灣習俗則為已孕用黑傘，未孕改用竹篩。
- 傘壽 - 指八十歲。
- 在2010年代的香港，雨伞曾是反對強權的標誌，2014年的一系列爭取真普選的公民抗命運動，因示威者以雨傘防禦警察的胡椒噴霧而得名“雨傘革命”[9]。
- 佛門中，多聞天王手持傘表法為阻擋塵穢、保持清淨無染。寶傘為「八吉祥」之一。
- 民間信仰中，傘能遮毒陽、避惡雨，故轉化為避毒驅邪[10]，傘亦可作為「八卦」之轉化或替代物以避邪[11]。
- 廣府民俗迷信從外面帶回來的傘，不能在屋內將其打開，因為這樣會把外面的「污糟嘢」帶入屋內，據說這個老一輩流傳的禁忌，是來源自「大鬧廣昌隆」的故事。[12]

### 文學
- 中國古典名著《封神演義》中的一名角色多闻天王魔禮红手持一把混元傘作為武器。

## 参看
- 油纸伞
- 雨衣